# Sam Kambazembi
Sam Kambazembi (* 1965 oder 1966 in Botswana) ist seit 2014 der achte traditionelle Führer des Kambazembi Royal House in Namibia. Er trägt den Titel Ombara und steht der Traditionellen Verwaltung der Kambazembi mit Sitz in Onguatjindu (Okakarara) vor.
Kambazembi wurde am 15. November 2014 anerkannt und folgte auf seinen Bruder Uaakutjo.
Seine Vorfahren waren federführend in den Aufstand der Herero und Nama zu Zeiten Deutsch-Südwestafrikas involviert.